# Jean Aujame
Pierre François Claude Jean Aujame, dit Jean Aujame, né le 12 mai 1905 à Aubusson (Creuse) et mort dans un accident de la route le 5 juillet 1965 à Chemilly (Allier),  est un peintre et lithographe français.

## Biographie

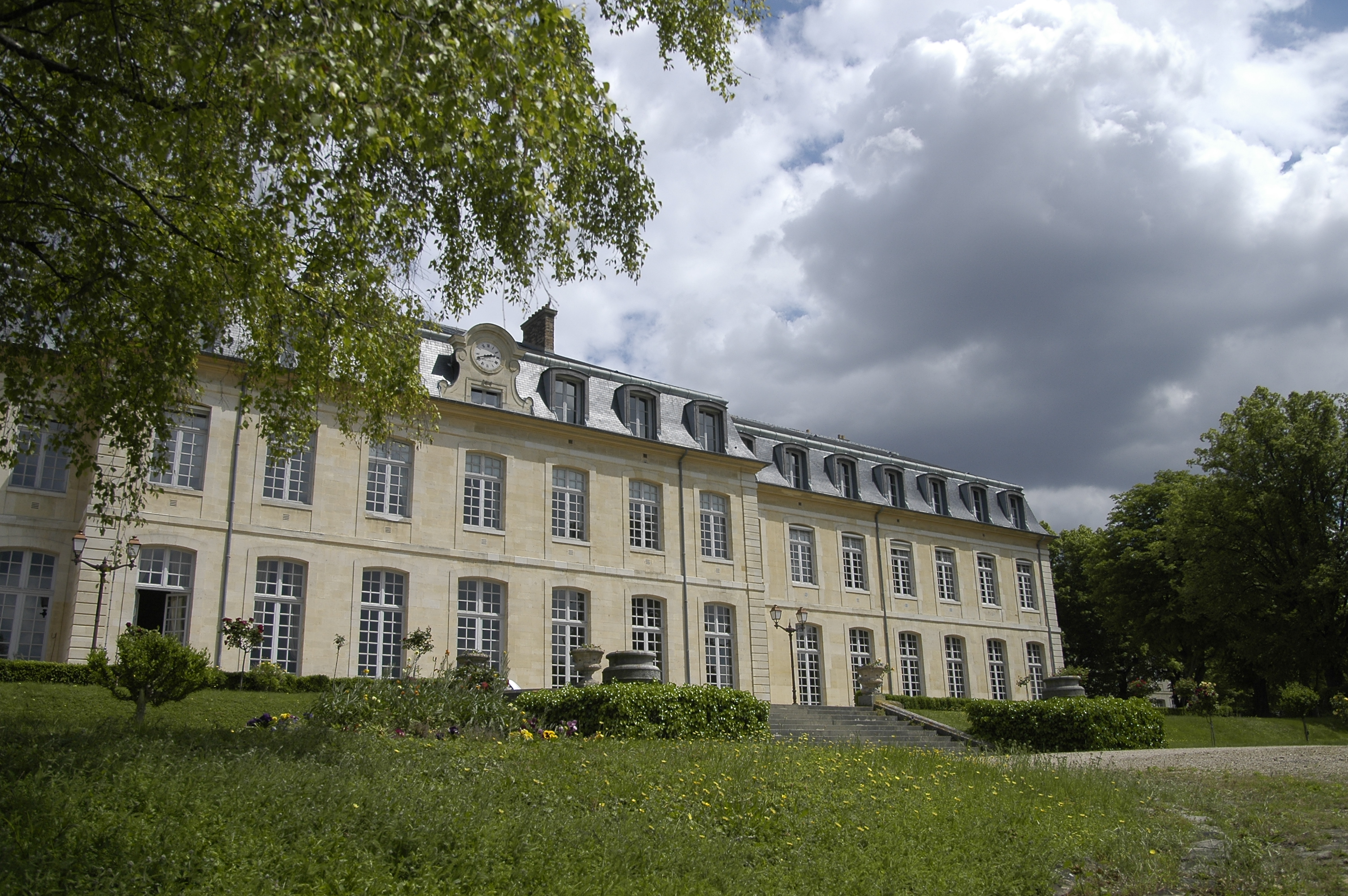
Lycée Michelet, Vanves

Jean Aujame est né le 12 mai 1905 à Aubusson du mariage du magistrat François Pierre Paul Aujame (1864-?) et de Clémence Pouilly (1871-?). il est d'ascendance paternelle bourbonnaise : son grand-père, l'industriel Pierre-François Aujame fut maire de Commentry et député de l'Allier.
Il fait une partie de ses études au lycée Michelet à Vanves. Puis, de 1922 à 1923, il fréquente l'école des beaux-arts de Rouen, ville où son père est président du tribunal. En 1923, il crée la Société des artistes normands. Il effectue son service militaire à Alger, au 9e régiment de zouaves, entre 1927 et 1929, puis il s'installe en 1930 à Paris où il rencontre Yvonne Guichard qui deviendra son épouse. Ses voyages aux Pays-Bas en 1932, en Espagne et au Portugal en 1933-1934, lui offrent d'approcher et d'admirer les œuvres de Rembrandt, Diego Vélasquez, Francisco de Goya et Francisco de Zurbarán.

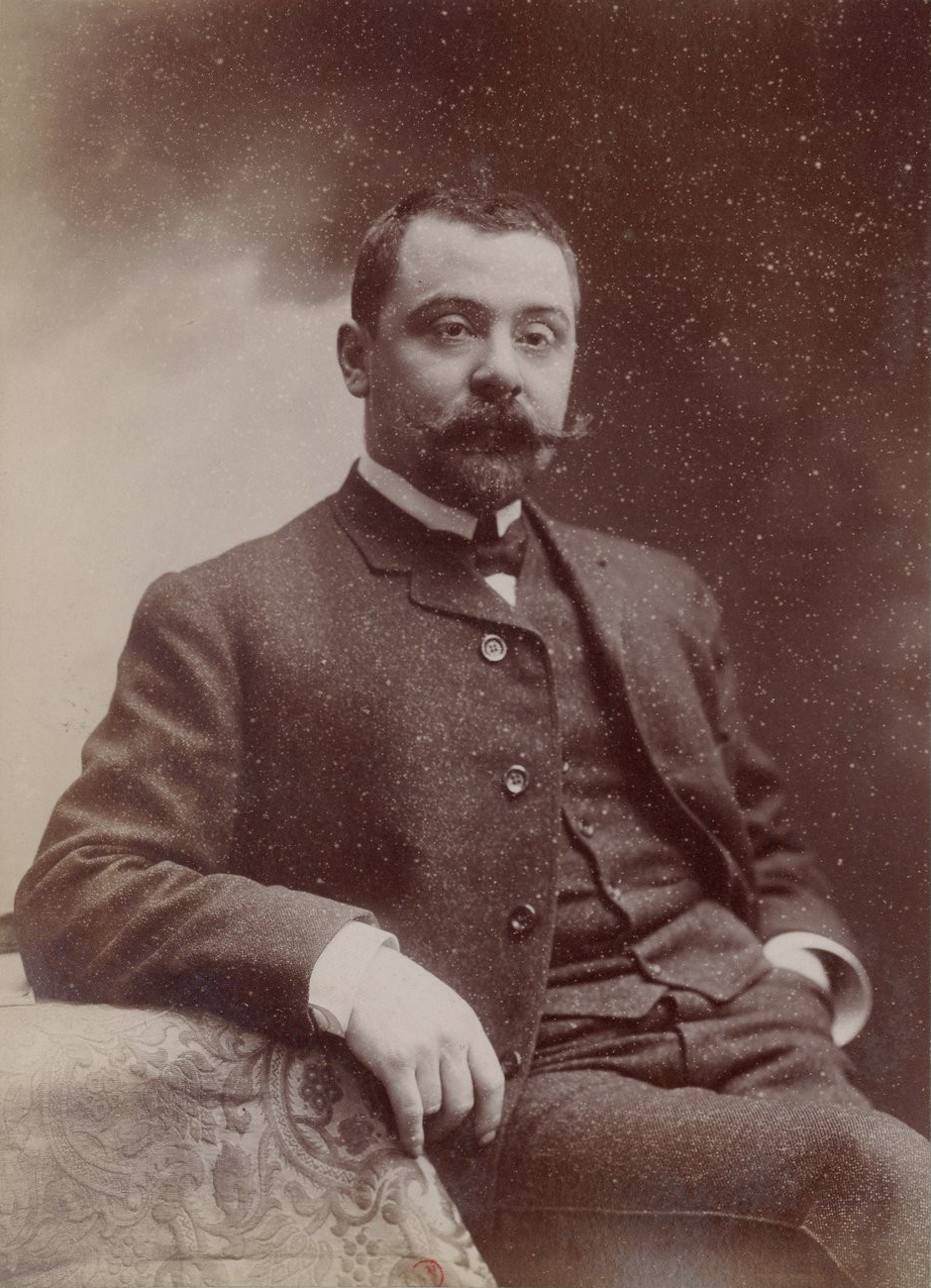
Élie Faure

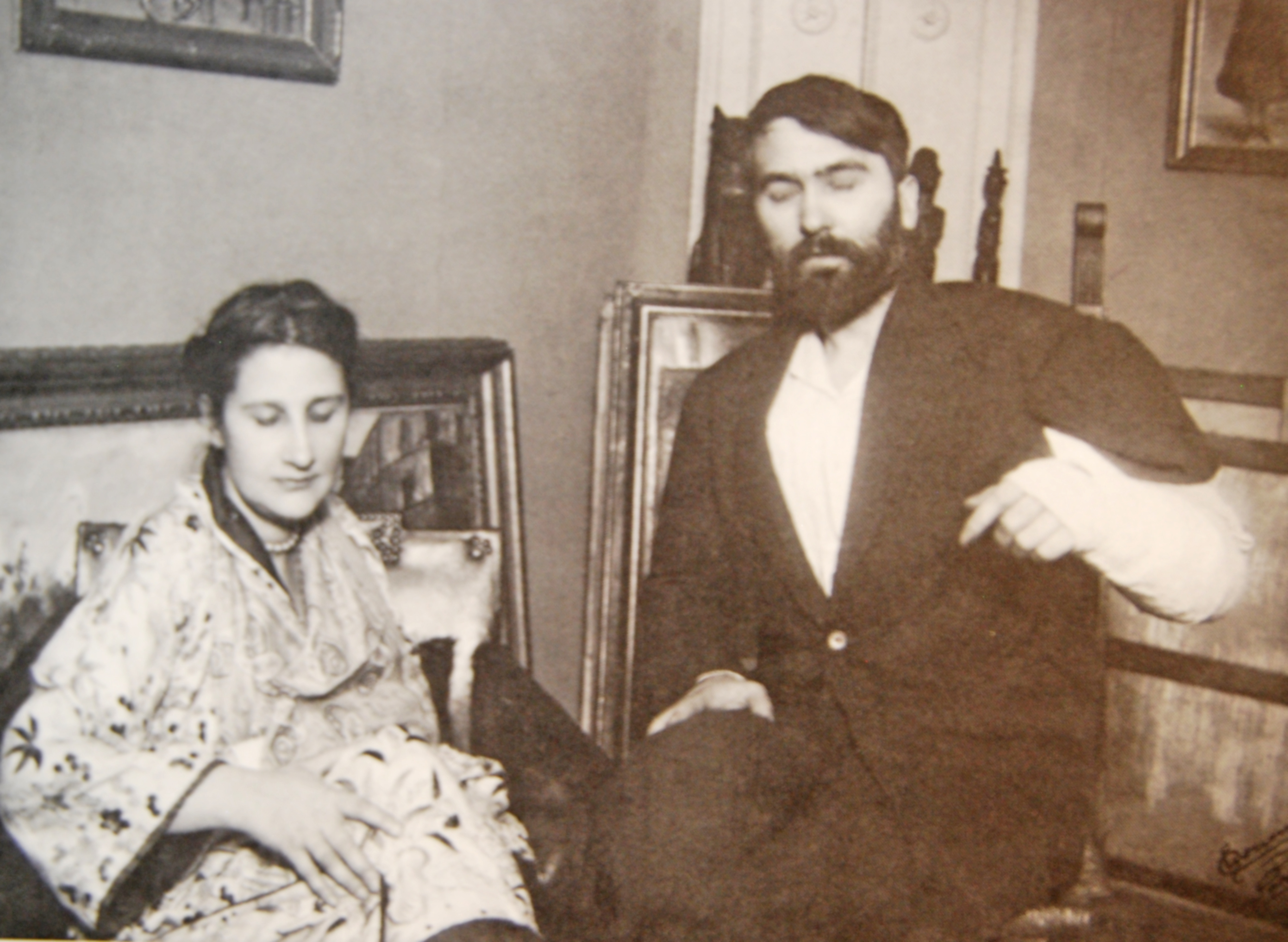
Anna et Léopold Zborowski

Il est l'ami d'Élie Faure, qui l'influence et de René Huyghe, qui fut son condisciple au lycée Michelet.
L'année 1931, à Paris, est celle de sa première participation au Salon des indépendants, avec d'autres « nouveaux » qui sont Edmond Daynes, Ferdinand Desnos, Roger Limouse, Bernard Lorjou, Árpád Szenes et Maria Elena Vieira da Silva, celle aussi où la galerie Drouant accueille sa première exposition personnelle - « Enfin voici un jeune, un vrai, et qui est déjà plus qu'une promesse. Son œuvre réussie affirme l'enthousiasme d'une incandescente jeunesse qui promet d'être suivie d'une maturité radieuse » s'y enchante le visiteur Germain Bazin - avant qu'il n'expose à la galerie Zborowski où, en 1932, c'est encore Germain Bazin qui pressent en lui l'un des meilleurs dessinateurs du moment.
Jean Aujame ressent déjà à cette époque, comprend pour sa part Jean-Pierre Delarge, « le goût du symbolisme, dans ces Hommes volants de 1931, par exemple, dont les branches d'arbres anthropomorphes sont balayées par le vent. Le réalisme académique du milieu des années 1920, inspiré par l'Italie du cinquecento, l'influence ». Michel Florisoone, en 1938, observe dans la fresque murale Jeux et rêves peinte par l'artiste pour le Lycée de jeunes filles (aujourd'hui Lycée Watteau) de Valenciennes  qu'« un peintre qui a choisi, comme Roger Chapelain-Midy a choisi la monumentalité classique, c'est Aujame, mais il a opté pour le baroque. On pourrait dire que si Chapelain-Midy monumentalise la vie, Aujame vivifie le monumental ; il en profite, bien entendu et c'est légitime, pour se créer une réalité personnelle, donc une poésie particulière et des éléments décoratifs qui ne valent que pour lui. La loi décorative qu'il adopte n'est pas celle  des plans ou celle de la géométrie, c'est celle qui est dictée par l'arabesque, sa continuité, ses oppositions, ses bondissements ou ses reprises ; ce n'est pas celle qui meuble le mur, le décore ou le lie à l'architecture, c'est celle qui l'anime à l'intérieur d'une architecture, qui le transforme en écran pour l'apparition de la poésie ».

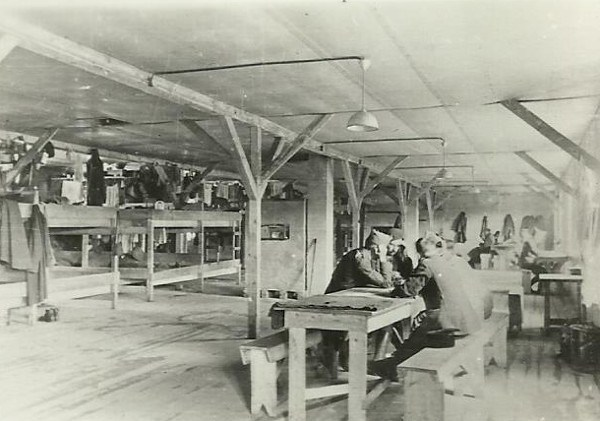
Stalag I-A, province de Prusse-Orientale

En 1939, Jean Aujame est fait prisonnier comme aspirant, d'abord à Nuremberg, ensuite au Stalag I-A, près de Stablack en province de Prusse-Orientale où il a pour compagnons de captivité Jean Rudel et Christian Frain de la Gaulayrie dont il restera les amis. Il écrira en 1950 une courte introduction à l'ouvrage de ce dernier Technique de la peinture (citons : « l'art dépend d'une vision... Mais l'obstacle de la matière force cette vision vague à se formuler, donc à se condenser en un signe reconnaissable, du moins fascinant. »), puis peindra une fresque murale en 1953 dans sa résidence de Saint-Germain-en-Laye. Avant cela, il devient membre du comité directeur du Front national des arts avec André Fougeron, Édouard Goerg, Jean Lurçat et Édouard Pignon et son envoi au Salon d'automne de 1944 est salué par René Huyghe et Jean Rudel « parmi les œuvres marquantes d'artistes promis à la gloire, avec celles de Jean Bazaine, Antoni Clavé, Jacques Despierre, Léon Gischia, Jean Le Moal, Alfred Manessier, André Marchand, Mario Prassinos et Gustave Singier ».

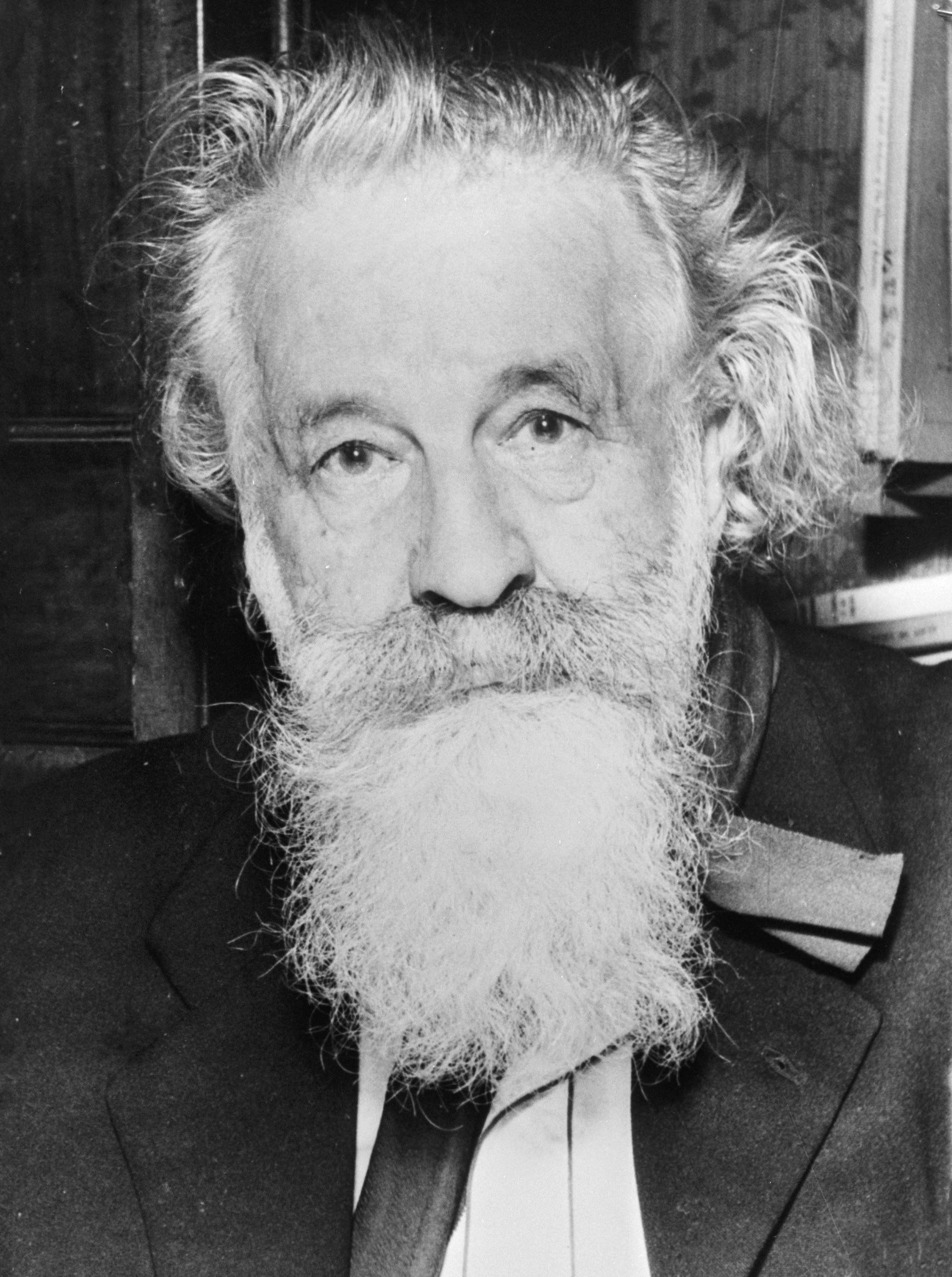
Gaston Bachelard

L'exposition de 1951 à la galerie de Berri, intitulée Les eaux noires et qui lui vaut de recevoir le Prix de la Fondation Singer-Polignac, marque la rupture entre sa première manière fauve et cette seconde où « il semble avoir découvert, à la surface des eaux sombres de l'Auvergne, ce mystère qui va devenir l'un des fondements de son œuvre. Peintre des fantasmes de la forêt; il retrouve d'instinct les légendes oubliées et s'en imprègne au point de ne plus voir le monde qu'à travers ce prisme ». L'historien d'art Jean Fouace confirme : « c'est au contact de l'Auvergne, terre de ses ancêtres, qu'Aujame élabore petit à petit sa propre inspiration. Marqué par Gaston Bachelard et la pensée de Pierre Teilhard de Chardin, il réussit à transposer l'homme dans un univers irréel à partir d'éléments naturels. Par cette figuration raccourcie de la chaîne évolutive de l'humanité, Jean Aujame traduit de manière intellectuelle et figurative un monde abstrait ». L'artiste se dit alors « animiste », restitue encore Jean-Pierre Delarge, « soit, si cela veut dire que l'on affectionne la mythologie, l'allégorie, le symbolisme ». René Huyghe et Jean Rudel analysent pour leur part qu'« Aujame, terriblement solitaire, trouvant prétexte dans les paysages d'Auvergne à une nouvelle mythologie où s'évoque un vieux fonds celtique, est peut-être le plus proche de ce que fut la démarche d'un Paul Gauguin, tout en n'étant pas insensible à l'incantation d'un Max Ernst ».

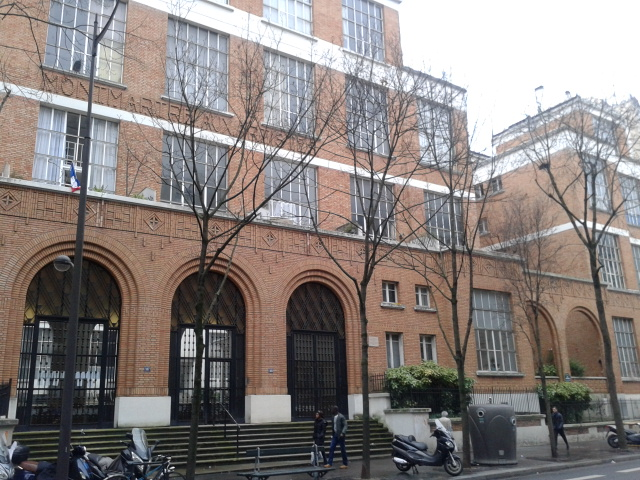
Cité Montmartre-aux-artistes, Paris

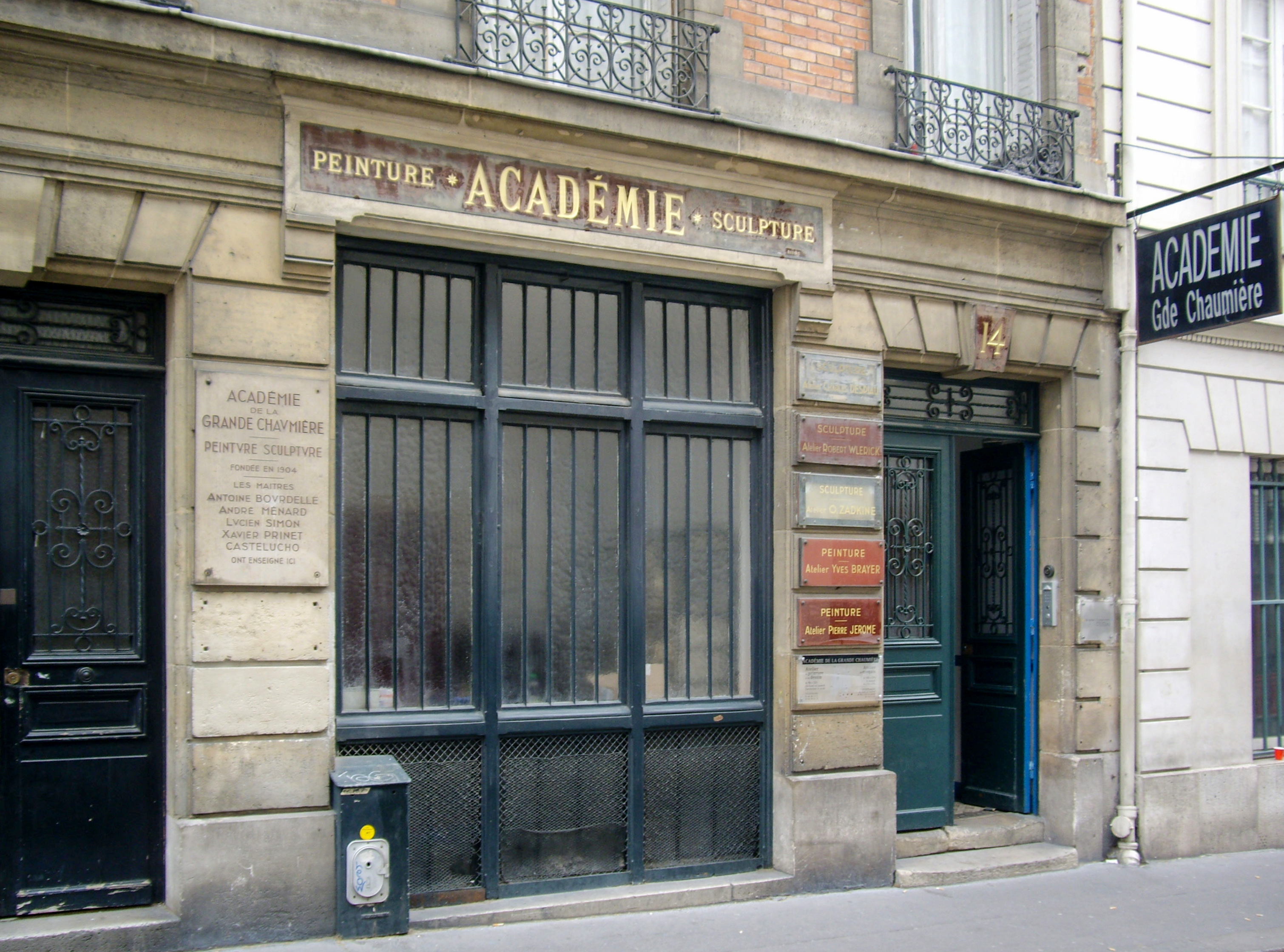
L'Académie de la Grande Chaumière, Paris

En partage avec un appartement de la cité Montmartre-aux-artistes du 189, rue Ordener dans le 18e arrondissement de Paris, Jean Aujame réside de 1949 à 1965 à Sauvagnat-Sainte-Marthe en Auvergne, village qu'il avait déjà fait connaître à de nombreux amis peintres dont certains s'y étaient réfugiés pendant la Seconde Guerre mondiale et qui firent que l'on put parler un temps de petite « école de Sauvagnat ». Yves Brayer y séjourne avec son épouse Hermione, et cette dernière se souviendra : « au cours de l'été 1949, nous répondons avec joie à l'invitation de Jean Aujame et allons le retrouver en Auvergne où il a trouvé sa source d'inspiration. Demeure bourgeoise du début du siècle, assez délabrée, elle possède une large terrasse et, de l'autre côté, semble accolée à la montagne. Comme dans les tableaux de Chagall, on voit les vaches brouter au-dessus du toit ».
Jean Aujame dirige un atelier à l'Académie de la Grande Chaumière à Paris de 1954 à 1965, ayant pour massier l’artiste peintre sarrois Alex Kuhn et pour massière l'artiste peintre Aude Sylve. En 1959, il est nommé professeur à l'École nationale supérieure des beaux-arts.
Son inclination pour la très grande vitesse au volant emporte accidentellement sur la RN 9 Jean Aujame à l'âge de 60 ans. Rattaché historiquement à l'École de Paris, il demeure en réalité « relié non pas à une école définie, mais à une obsession de notre temps, celle de la Nature devenue Cosmos ». On retient cependant en lui non seulement le peintre, mais aussi le militant qui, tout au long de sa vie,  n'aura eu de cesse de « lutter pour la diffusion de l'art et pour une juste amélioration de la situation de l'artiste, militant, après avoir été l'un des pionniers des Maisons de la culture, au sein de l'Association de défense des arts graphiques et plastiques ».
Jean Aujame repose au cimetière de Sauvagnat-Sainte-Marthe.

## Expositions

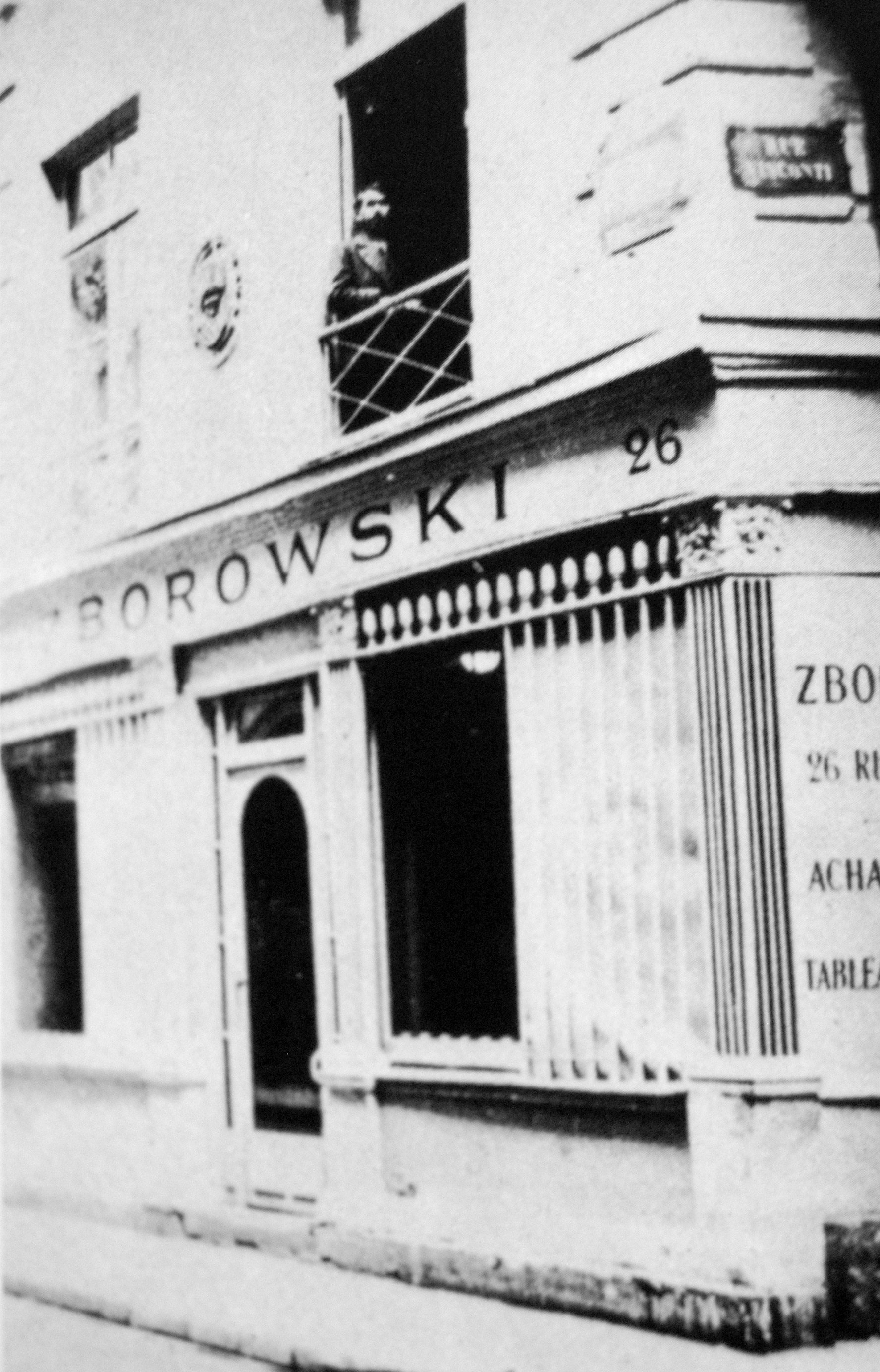
Galerie Zborowski, Paris

### Expositions personnelles
- Galerie Drouant, Paris, 1931[8].
- Galerie Zborowski, Paris, 1932[9].
- Galerie Druet, Paris, 1936[22].
- Galerie Corner, Copenhague, 1945[23].
- Galerie de Berri, Paris, mai 1946 (Peintures récentes), avril-mai 1951 (Les eaux sombres), novembre-décembre 1949.
- Galerie Percier, Maris, avril-mai 1962, avril-mai 1970 (Jean Aujame - L'eau et ses mystères)[24].
- Galerie de Montmorency, Paris, avril-mai 1959, mai-juin 1964.
- Jean Aujame - Rétrospective, musée Galliera, Paris, octobre-novembre 1968[21].
- Claude Robert, commissaire-priseur, et Jean-Claude Bellier, expert, Aujame, 1905-1965 - Dessins, aquarelles, peintures, vente d'atelier, Hôtel Drouot, 14 mars 1969[25].
- Académie royale des beaux-arts d'Amsterdam, 1977.
- Musée des beaux-arts de La Rochelle, août-octobre 1982[21].
- Musée Bourdelle, Paris, mars-mai 1988[21].
- Hôtel de ville de Valognes, 1988.
- Galerie de l'Historial, Issoire, 1988.
- Centre culturel Nicolas-Pomel, Issoire, mars-avril 1990.
- Jean Aujame - Rétrospective, hôtel de Malestroit, Bry-sur-Marne, janvier-février 1992[26].
- Hommage à Jean Aujame - Peintures, aquarelles, galerie Bernard Trocmez, Paris, automne 1994[27],[28].
- Rétrospective Jean Aujame, Conseil général du Puy-de-Dôme, Clermont-Ferrand, 1996.
- Château de la Chassaigne, Thiers, juin-septembre 2017[29].

### Expositions collectives
- Salon des indépendants, Paris, à partir de 1931[7].
- Yves Alix, Jean Aujame, André Breuillaud, Roger Chastel, Thérèse Debains, Frédéric Delanglade, Adrien Holy, André Planson, Maurice Georges Poncelet, Galerie Speranza, 10, rue des Beaux-Arts, Paris, 1932[30].
- Exposition du groupe Les XVI (quatre sculpteurs, deux architectes, dix peintres dont Jean Aujame, Léonard Bordes, Henry E. Burel, Pierre Hodé, Pierre Le Trividic, Marcel Niquet…), Galerie Legrip et Hôtel d'Angleterre, Rouen, 1934, 1936.
- 3e Salon des portraits contemporains, Galerie de Paris, Paris, 1935[31].
- French Cancan de Tabarin hier et aujourd'hui - Jean Aujame, Bécan, Émile Bouneau, Yves Brayer, Jules Cavaillès, Paul Charlemagne, Paul Colin, André Dignimont, Raymond Feuillatte, André Foy, Charles Gir, Adrienne Jouclard, Kostia Terechkovitch, Louis Touchagues…, Galerie d'art du quartier Saint-Georges, 31 rue de Navarin, Paris, mars 1939.
- Salon des Tuileries, Musée d'art moderne de la ville de Paris, juin-juillet 1944.
- Salon d'automne, Paris, 1944[14].
- La Marseillaise de la Libération - Exposition placée sous le patronage d'Yvon Bizardel, directeur des Beaux-Arts, musées et bibliothèques de la ville de Paris, Galerie Roux-Hentschel, Paris, juillet 1945[32].
- Biennale de São Paulo, 1945[21].
- Exposition de céramiques créées sous la direction de Ginette Renoux par Jean Aujame, Louis Berthomme Saint-André, Yves Brayer, Robert Couturier, Jacques Despierre, Robert Humblot, Jacques Lagrange et Georges Rohner, Galerie Claude Tabet, Paris, juin-juillet 1951.
- Salon de Mai, Paris, de 1945 à 1954[21] (dont « exposition circulante du Salon de Mai », avec Lucien Coutaud, Bernard Lorjou, André Marchand, Édouard Pignon, Mario Prassinos, Orléans, 1948).
- Salon des peintres témoins de leur temps, palais Galliera, Paris, à partir de 1951[21], interview de 1963 conservé par les archives I.N.A. pour la toile Le tunnel du Mont-Blanc[33].
- Bimillénaire de Paris - Comité Montparnasse - Exposition de peintres et sculpteurs de l'École de Paris, La Coupole, juin-juillet 951[17].
- École de Paris, Galerie Charpentier, 1954, 1955, 1956[5].
- Salon Comparaisons, de 1956 à 1965[21].
- Biennale de Venise, 1961[21].
- L'art et la médecine vus par vingt-quatre peintres - Jean Aujame, Yves Brayer, Louis Berthomme Saint-André, Philippe Cara Costea, Jean Carzou, Roger Chapelain-Midy, Michel Ciry, Pierre Clayette, Jean Cocteau, Paul Collomb, Édouard Goerg, François Heaulmé, Jean Jansem, Georges Rohner, Henry de Waroquier, Gabriel Zendel, Galerie Dulac, Paris, octobre-novembre 1963.
- Hommages à Jean Aujame dans le cadre du Salon d'Automne, et du Salon de l'École nationale supérieure des beaux-arts en 1965, du Salon des indépendants en 1966, du Salon du dessin et de la peinture à l'eau en 1980.
- Les sorcières, mythes et réalités, Musée de la Poste, Paris, novembre 2011 - mars 2012[34].

## Œuvres

### Fresques
- Lycée climatique de la Haie Griselle, Gérardmer, fresque, 1956.
- Collège d'Issoire, 1964.
- Palais de la découverte, Paris, 1937, Découverte des eaux souterraines, fresque exécutée dans le cadre de l'Exposition universelle de Paris)[21].
- P.T.T., central téléphonique Bonne Nouvelle, Paris, fresque, 1956.
- Hôtel-de-ville de Saint-Germain-en-Laye.
- Maison de la villa rose, 24 rue Diderot, Saint-Germain-en-Laye, La terrasse enchantée, fresque murale 140x200cm, 1953[13].
- Lycée Watteau de Valenciennes, Jeux et rêves, 1938[11],[15].
- Chœur de l'église de Vassieux-en-Vercors, fresque exécutée en 1955, endommagée par les conditions climatiques, existe toujours sous une coque aérée à laquelle est aujourd'hui fixé le triptyque de l'Assomption du peintre Carmelo Zagan[35]
- Salle à manger du paquebot Liberté, fumoir du paquebot Cambodge, hall du MS La Marseillaise.
- Salon « Bourbonnais », paquebot France, Bourbonnais huile sur toile, 1961[6].

### Contributions bibliophiliques
- Jeanne de Coulomb, Les yeux de l'amour, illustrations de Jean Aujame, collection « Le Ruban bleu », Maison de la Bonne Presse, 1936.
- Vaincre, album enrichi de douze lithographies de Jean Aujame, Louis Berthomme Saint-André, André Fougeron, Édouard Goerg, Pierre Ladureau, Pierre-Paul Montagnac, Édouard Pignon, Boris Taslitzky et d'anonymes, trois cents exemplaires numérotés, édité par le Front national des arts au profit des F.T.P., 1944[36].
- Prosper Mérimée, Théâtre de Clara Gazul, illustrations de Jean Aujame, Éditions nationales, 1946.
- Paul Yaki, Montmartre, terre des artistes, illustrations de Maurice Asselin, Jean Aujame, René Collamarini et Max Jacob, Éditions G. Girard, 1947.
- Germain Bazin, Le Louvre, le palais, couverture de Jean Aujame,B. Arthaud, 1953.
- Louis Pize, Forez et Velay, couverture de Jean Aujame, B. Arthaud, 1953.
- Henri Pourrat, Au Fort de l'Auvergne, couverture de Jean Aujame, B. Arthaud, 1953.
- Apulée (traduction de Paul Vallette), Les Métamorphoses, illustrations de Jean Aujame, trois volumes, Roissard, Grenoble, 1962.

### Affiches lithographiques publicitaires
- Rouen, ville musée, Normandie, France, ateliers Mourlot Frères, années 1950[37].

### Décors et costumes de scène
- Giuseppe Verdi et Arrigo Boito, Falstaff, comédie lyrique, mise en scène de Louis Musy, chorégraphie de Jean-Jacques Etcheverry, décors et costumes de Jean Aujame, Théâtre national de l'Opéra-Comique, Paris, 16 mai 1952[38].

## Collections publiques
- Musée Toulouse-Lautrec, Albi.
- Musée des Beaux-Arts d'Angers, La forêt du lac Servières, huile sur toile 100x100cm, 1953.
- Musée d'art et d'archéologie d'Aurillac.
- Musée des Années Trente, Boulogne-Billancourt.
- Château Grimaldi, Cagnes-sur-Mer.
- Musée des Beaux-Arts de Chartres.
- Musée d'art Roger-Quilliot, Clermont-Ferrand, Les amis de Cagnes, huile sur toile, 1949 ; L'apprenti sorcier, huile sur toile, 1954[10], initialement conservées au Musée Bargoin.
- Musée départemental des Vosges, Épinal, Nu, 1948.
- Musée de Grenoble.
- Musée d'Art et d'Archéologie de Guéret, La baigneuse, huile sur toile 81x100cm, 1938[39].
- Musée d'art moderne André-Malraux, Le Havre.
- Centre national des arts plastiques, Paris, Place de la fontaine à Sauvagnat, huile sur toile 73x100cm, œuvre en dépôt au ministère des affaires sociales et de l'emploi[40].
- Musée d'Art moderne de la ville de Paris.
- Musée national d'art moderne, Paris, Concert champêtre, huile sur toile 97x130cm, 1936 ; L'enchanteur de la forêt, 1938 ; Portrait de l'oiseau qui n'existe pas (illustration d'un poème de Claude Aveline), gouache  40x28cm, 1957 ; Prestidigitateur nocturne, huile sur toile 65x81cm, 1960 ; Baigneuses aux roseaux, huile sur toile 200x200cm, 1961[41].
- Musée des Beaux-Arts Denys-Puech, Rodez.
- Musée des Beaux-Arts de Rouen.
- Musée (villa Médicis), Saint-Maur-des-Fossés.
- Musée des Beaux-Arts de Strasbourg.

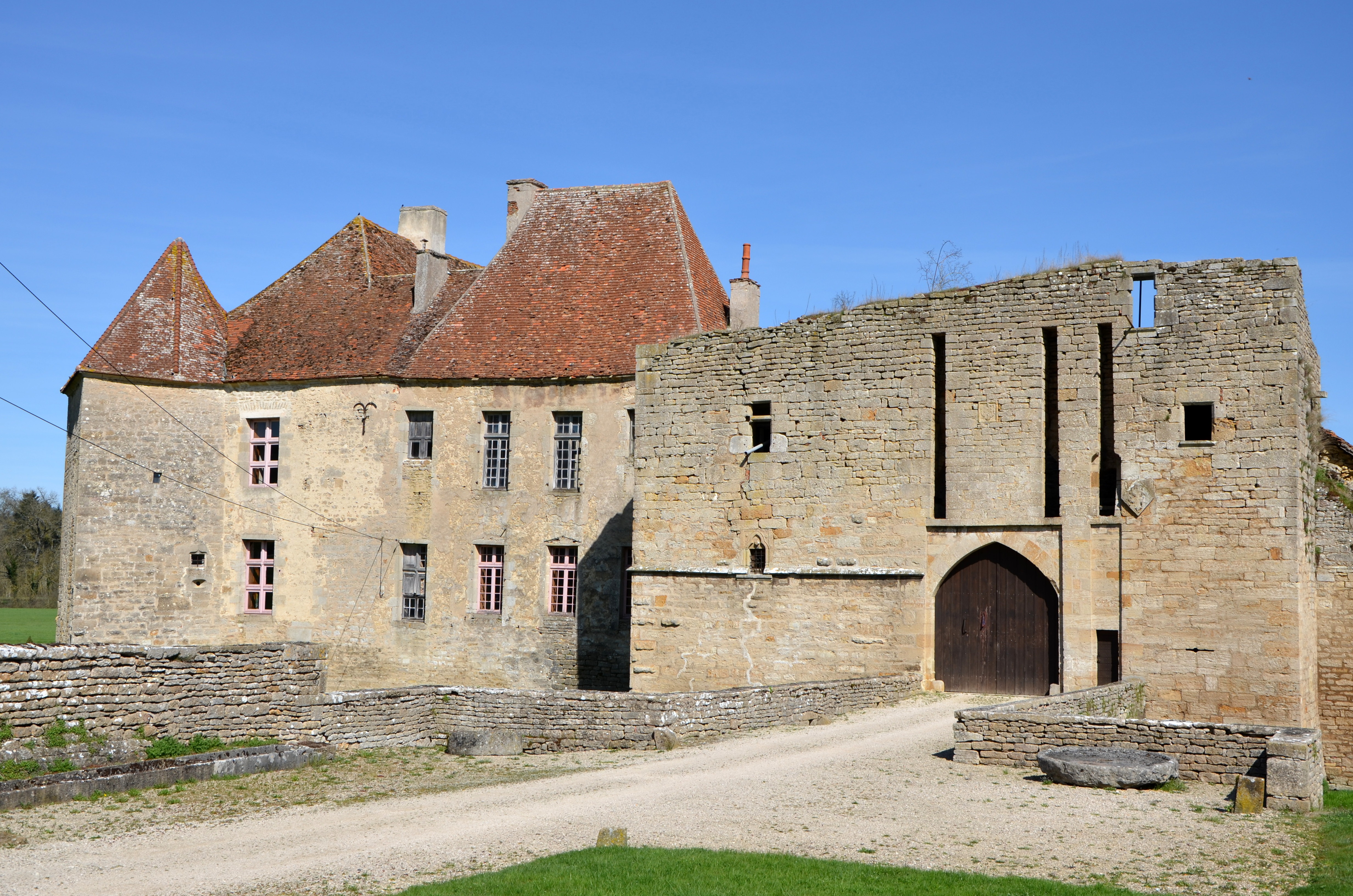
Château d'Éguilly

## Collections privées
- Château d'Éguilly[42].
- Pierre Maurs[43].

## Réception critique

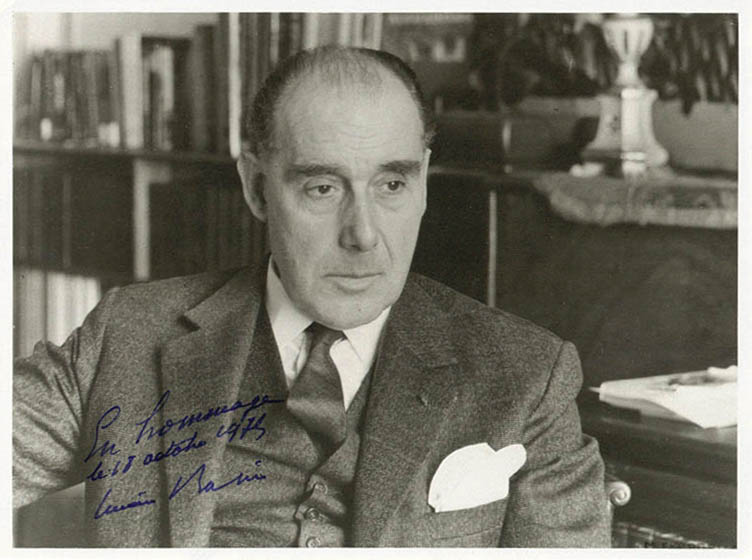
Germain Bazin

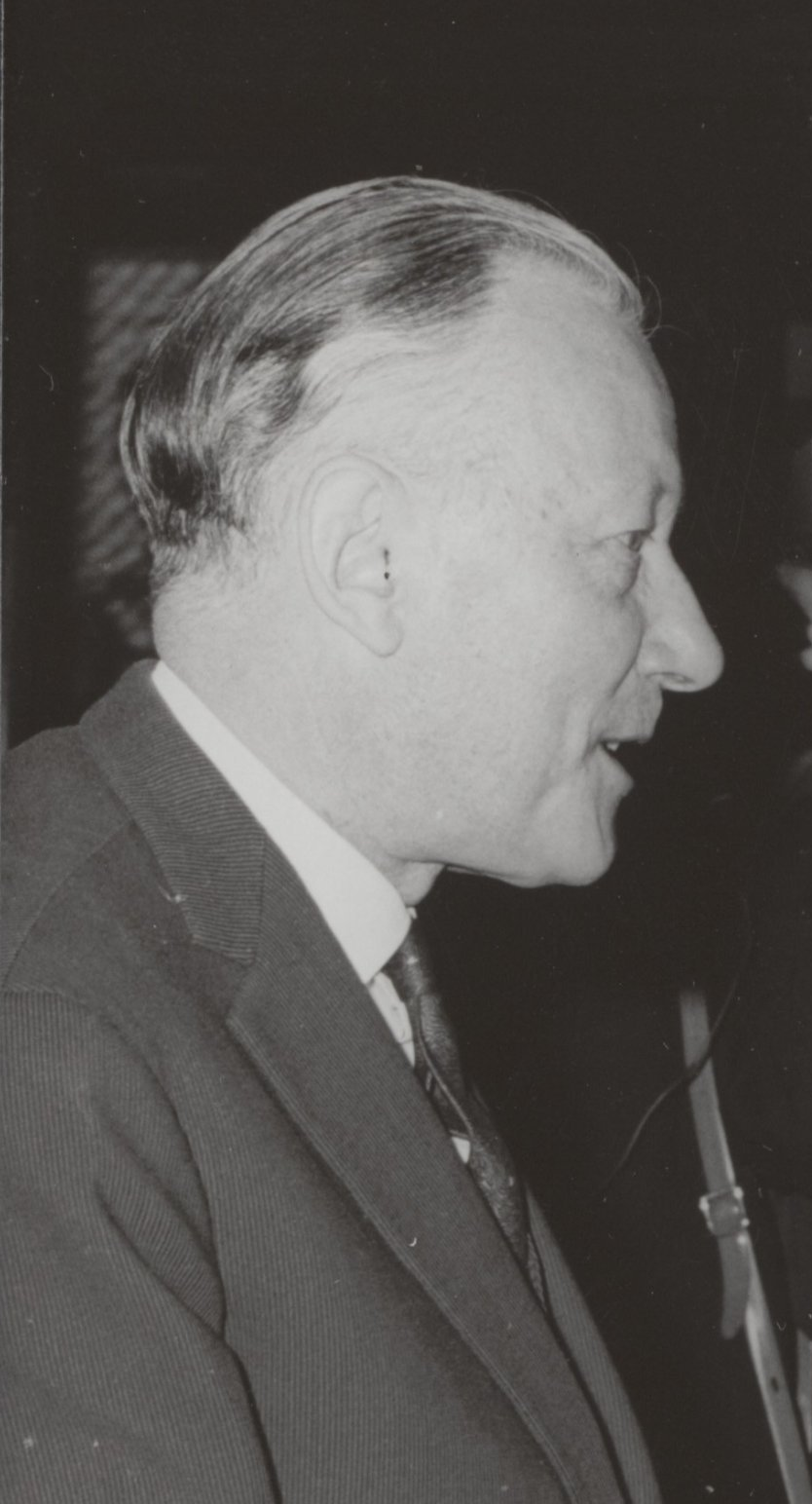
René Huyghe

- « Je ne crains pas de l'affirmer, Aujame se classera parmi les plus grands peintres de la génération fauve, que peut-être il clora. L'hypersensibilité du fauvisme s'exalte chez lui à un degré qu'on ne retrouve que chez l'ancêtre Vincent Van Gogh. La façon dont Aujame appréhende la nature ne se peut comparer qu'à la possession d'une passion brutale. Ses tableaux semblent peints dans une ivresse croissante, ponctuée de jurons d'enthousiasme… La peinture d'Aujame, lyrisme sans contrainte, a un magnifique caractère d'incivilité qui ne manquera pas d'heurter le conformisme requis par les timides de toute originalité, pour qu'elle se puisse tolérer. » - Germain Bazin[8]
- « Le lyrisme frénétique, l'ivresse impatiente, la joie brutale de son art sensuel lui sont entièrement personnels et sont un excellent signe de santé… L'artiste s'est peut-être d'ailleurs plus complètement révélé dans ses dessins que dans sa peinture. Qu'attend-on pour découvrir en lui l'un des meilleurs dessinateurs de notre époque ? » - Germain Bazin[9]
- « Trop tourmenté, trop agité d'une puissance de vie impatiente qui cherche son mode d'expression comme une porte d'évasion, et avec laquelle l'intelligence essaie de concilier ses besoins d'aboutissement volontaire, Aujame ne s'est pas encore assez défini, c'est-à-dire astreint, il contient encore trop de richesses en puissance pour connaître la faveur de la foule. Après s'être livré à son lyrisme instinctif, puis avoir, écoutant la leçon espagnole d'intensité par la concentration et non par l'expansion, cherché les compositions rythmées et graves, Aujame se révèle davantage maître des ressources techniques, groupant les forces diverses qui l'agitent et se préparant à les orchestrer. Dans une génération sur laquelle pèse la dépression matérielle et morale des temps, Aujame se détache par son âpre vitalité et sa violence solaire presque tragique. » - René Huyghe[44]
- « De l'Espagne et des Canaries où il a séjourné plusieurs fois, il a eu le temps de revenir toucher à nouveau la terre de l'Île-de-France et de la Creuse ; il a passé avec elle une nouvelle alliance ; il a renouvelé en elle sa communion lyrique. Le Concert champêtre est un hymne plantureux et aérien à toutes les poésies, c'est-à-dire à la Poésie sous toutes ses formes. La Méditation sur du bois mort monte à la hauteur spirituelle d'une Mise au tombeau. De l'amour de la vie à la pensée de la mort, la peinture d'Aujame médite ; elle s'attache définitivement au rythme humain et du monde, elle est scandée par ses gestes séculaires, et elle s'enrichit de tout ce que l'homme porte en lui de joie, de tristesse et d'éternel. » - Michel Florisoone[22]
- « Le fauvisme instaure un certain type d'art qui n'est pas étranger à l'art visionnaire, qui nous ramène un peu à l'expressionnisme allemand et jusqu'au fantastique. On ne peut s'empêcher d'y penser devant l'œuvre d'un artiste comme Aujame dont l'écriture vigoureuse, partie du fauvisme, témoigne, dès avant 1935, d'ambitions qui dépassent largement la seule représentation de la réalité, en poursuivant une aventure encore plus solitaire qui le rapproche alors d'un Maurice-Georges Poncelet. Réaliste, Aujame l'est comme certains Flamands, en insufflant à cette réalité des rythmes qui tiennent leur force de l'imaginaire et des visions intérieures du peintre, et la plante qu'il anime ou la chair qu'il exalte deviennent vite signes de notre destin ambigu, merveilleux et pourtant tragique. » - René Huyghe et Jean Rudel[14]
- « Vingt toiles d'Aujame sur le thème L'eau et ses mystères nous remettent en présence d'un des peintres les plus attachants de sa génération. La brutale disparition dans un accident d'auto de cet homme si gai, si ardent, avait vivement ému ses amis. En fait, c'était un solitaire, touché par le côté primitif, mystérieux, inquiétant de la nature, et l'on s'aperçoit de plus en plus de la dimension spirituelle profonde qu'il a su donner à ses paysages, comme aux compositions imaginaires qui l'attirent de plus en plus vers la fin de sa vie. Ses vues de l'Auvergne et de l'Allier sont souvent éclatantes de couleurs vibrantes, chantantes, raffinées, mais avec une crispation intense des formes et des accents, parfois déchirants, voire tragiques. Toujours ses moyens plastiques sont d'une qualité sûre et éclatante. » - Raymond Charmet[24]
- « Son œuvre a subi l'influence prédominante des Fauves, tant dans la richesse de la palette que par la prestesse de l'exécution. Elle trouve ses thèmes dans l'exaltation de la nature. » - Le Robert, Dictionnaire universel de la peinture[4]
- « Aujame appartient à la génération des jeunes réalistes qui débute en 1930, mais son œuvre s'épanouit et trouve sa véritable dimension après la guerre... L'Auvergne regénère son art : la forêt, l'eau, le rocher, les branches, l'arbre sont présents comme entités. L'héritage celtique dont il se réclame resurgit : "l'art est une alchimie. Je sens le besoin de célébrer d'anciens mystères, tout un panthéisme où l'être se fond dans un des éléments : le feu ou l'eau" écrit-il dans ses Cahiers en février 1959. Dès la fin de la guerre, le public découvre cet univers mystérieux, personnel, et qui place le peintre en marge de tous les courants qui prennent alors naissance. » - Lydia Harambourg[5]
- « Variée est l'expression de ce peintre, tour à tour rustique et somptueuse, "mélange d'anxiété et de désinvolture" selon Claude Roger-Marx. » - Gérald Schurr[26]
- « Dans la première moitié de son œuvre, sa peinture s'apparente, par la couleur franche, un dessin ample, une facture preste, au fauvisme de 1905-1908. Dans la deuxième partie de son œuvre, après le prix de la Fondation Polignac, les eaux sombres des rivières et lacs de l'Auvergne infléchiront de plus en plus son inspiration vers des sujets ou en tout cas une vision des choses oniriques, voire tendant au fantastique, dans une gamme chromatique plus glauque et un dessin plus torturé. Toute la dernière partie de son œuvre fut consacrée aux eaux noires, aux mystères de la forêt, aux légendes de son pays d'origine duquel il s'éprouvait de nouveau très proche. » - Jacques Busse[21]

## Prix, distinctions, hommages

### Prix et distinctions
- Prix Paul-Guillaume pour la toile Avril à Garches, 1935[5]
- Prix Hallmark, 1949[23].
- Prix de la Fondation Singer-Polignac, 1951[15].
- Chevalier de la Légion d'honneur, 1953[25].
- Officier de l'ordre des Arts et des Lettres, 1960[25].

### Hommages
- Un boulevard de la ville d'Issoire et une rue de Sauvagnat-Sainte-Marthe portent le nom de Jean Aujame.

## Élèves
- Pierre Aerts (né en 1928).
- Claude Barraud (né en 1939).
- Michèle Battut (née en 1946), dès 1963.
- Michel Bertrand (1935-2009).
- Jacques Birr (1920-2012).
- Marcel Chikhanovitch, dit Chica (né en 1933).
- Robert Fanton (1919-2000).
- Michèle Gouillard-Vionnet (née en 1940).
- Mohamed Hamidi (né en 1941).
- Thomas d'Hoste (né en 1932).
- Monique Le Béguec (née en 1929).
- Jacques Lestrille (1904-1985).
- Maluda (1934-1999).
- Anna Stein (née en 1936).